# Frederic I de Württemberg
Frederic I de Württemberg (Treptow, 6 de novembre de 1754 - Stuttgart 1816) fou Duc elector i rei de Württemberg des de l'any 1798 fins a la seva mort, divuit anys després.
Nat al Brandenburg era fill del duc Frederic II Eugeni de Württemberg i de la marcgravina Frederica de Brandenburg-Schwedt. Frederic era net per via paterna del duc Carles I Alexandre de Württemberg i de la princesa Maria Augusta de Thurn i Taxis, i per via materna del marcgravi Frederic Guillem de Brandenburg-Schwedt i de la princesa Sofia Dorotea de Prússia
El dia 15 d'octubre de l'any 1780 es casà a Brunsvic amb la duquessa Augusta de Brunsvic-Wolfenbüttel, filla del duc Carles I de Brunsvic-Wolfenbüttel i de la princesa Augusta del Regne Unit. La parella tingué quatre fills:
- SM el rei Guillem I de Württemberg, nat el 1781 a Lüben i mort el 1864 al Castell de Rosenstein. Es casà en primeres núpcies el 1808 a Múnic amb la princesa Carolina de Baviera de qui es divorcià el 1814. El 1816 es casà a Sant Petersburgamb la gran duquessa Caterina de Rússia de qui quedà viudu l'any 1819. El 1820 es casà a Stuttgart en terceres núpcies amb la princesa Paulina de Württemberg.
- SAR la princesa Frederica de Württemberg, nada el 1783 a Sant Petersburg i morta el 1835 a la Vil·la Mon Repos de Lausana. El 1807 es casà a París amb el príncep Jeroni Bonaparte.
- SAR la princesa Sofia Dorotea de Württemberg, nada el 1783 a Sant Petersburg i morta a Sant Petersburg el 1784.
- SAR el príncep Pau de Württemberg, nat el 1785 a Sant Petersburg i mort el 1852 a París. Es casà amb la princesa Carlota de Saxònia-Hildburghausen el 1805 a Ludwigsburg.

L'any 1788 morí la duquessa Augusta de Brunsvic-Wolfenbüttel i el llavors duc Frederic contragué de nou matrimoni l'any 1797 al Palau de Saint James amb la princesa Carlota del Regne Unit, filla del rei Jordi III del Regne Unit i de la duquessa Carlota de Mecklenburg-Strelitz. La parella no tingué fills.
El dia 22 de desembre de l'any 1797 moria a Stuttgart el duc Frederic II Eugeni de Württemberg, i Frederic esdevingué immediatament duc de Württemberg. El regnat de Frederic esdevindria molt complex, ja que des de l'any 1800 l'exèrcit francès havia ocupat el territori ducal i havia obligat a l'exili a la família ducal que s'havia instal·lat a Viena.
Malgrat tot, el duc Frederic aviat demostraria la seva habilitat política al pactar amb Napoleó I de França que després de l'annexió de la ribera occidental del Rin l'elevà a la categoria d'elector l'any 1803. La secularització territorial portada a terme sota els auspicis bonapartistes asseguraren al nou elector l'increment considerable dels seus territoris amb l'annexió de diferents principats religiosos del sud d'Alemanya.
El 26 de desembre de l'any 1805, després d'anys d'ajuda incondicional de Frederic a Napoleó, l'emperador francès reconegué la dignitat de rei al fins llavor elector de Württemberg. Com a símbol d'aquesta unió s'ha d'entendre el matrimoni entre la filla de Frederic, la princesa Caterina de Württemberg, amb el príncep Jeroni Bonaparte. Aquesta aliança però era contrària als interessos que el rei Jordi III del Regne Unit tenia sobre Europa, i quan les coses començaren a canviar pel rei württemburguès, aquesta, no dubtà, en emprar aquesta potent carta.
Durant la darrera fase de les guerres napoleòniques, Frederic canvià de costat i s'uní als aliats i emprengué un paper rellevant com a gendre del rei Jordi III del Regne Unit i oncle del tsar Alexandre I de Rússia. Després de la caiguda de Napoleó I de França, el Congrés de Viena li reconegué la dignitat imperial i els guanys derivats de l'expansió territorial iniciada l'any 1803. Malgrat que en el marc del Congrés els diferents prínceps mediatitzats engolits per Württemberg trobaren el suport d'Àustria, aquesta al final optà per acostar-se a Württemberg com una estratègia davant del creixent poder polític i militar de Prússia.
Amb l'entronització de Frederic es produeix una bicefàlia quant als títols de la Casa de Württemberg. D'una banda hi ha els prínceps de Württemberg amb el tractament d'altesa reial que són aquells que descendeixen directament d'un rei o cap de la casa reial württemburguesa; i de l'altra, els ducs de Württemberg amb el tractament d'altesa reial que són tots aquells, que sense ser descendents de reis o caps de la casa reial, descendeixen d'un germà del rei Frederic.